# Michał Sołtyk (duchowny)
Michał Sołtyk herbu własnego (ur. 1740, zm. 18 października 1815 w Krakowie) – polski ksiądz, pisarz, kolekcjoner, encyklopedysta , administrator diecezji krakowskiej, dziekan kapituły katedralnej krakowskiej, referendarz koronny, marszałek sandomierski konfederacji barskiej  .

## Życiorys
Był synem Józefa (1715 – 1780), miecznika sandomierskiego, i Katarzyny z Lipowskich, bratem Jana Kantego. 14 kwietnia 1813 kapituła krakowska wybrała go administratorem diecezji krakowskiej. Był donatorem Uniwersytetu Jagiellońskiego, któremu w testamencie zapisał całe swoje zbiory .

## Publikacje
Był autorem publikacji:
- Series Monumentorum Ecclesiae Cathedralis Cracoviensis (1785) – dzieło zawierające opisy 107 pomników i epitafiów, znajdujących się wówczas w katedrze wawelskiej,
- Encyklopedya Wiadomości Elementarnych Czyli Pierwsze Rysy I Wyobrażenia Nauk I Kunsztów: Dla Użytku Młodzieży / Przez X. Michała Sołtyka, 2 tomy, Część I: O religji, językach, literach, druku, wymowie, rymotwórstwie, metafizyce, żeglarstwie, o monetach, mitologji itp. – Część II: o kunsztach: o rolnictwie, budownictwie, sztychu, snycerstwie, odlewaniu posągów, muzyce, tańcu, red. Michał Sołtyk, Jan Kanty Potulicki, Drukarnia Szkoły Głównej Koronnej, Kraków 1798[2] .